# Diïambe
Le  diiambe  ou  diïambe  (du grec ancien διΐαμβος, « double iambe » ; latin diiambus) est un pied composé de quatre syllabes et six mores, ou encore une forme de dipodie, composée de deux ïambes, dans la métrique antique et notamment dans la métrique grecque et latine. Il se compose d’une syllabe brève suivie d’une longue puis d’une brève et enfin d’une longue. 
Son schéma métrique est | ∪ — ∪ — |, décomposable en | ∪ — | ∪ — |.
En voici un exemple moderne en néerlandais, dans un poème de Guido Gezelle daté de 1897 et mis en musique en 1903 :
Hŏsān/nă zīngt,

't ĭs pāl/mĕndāg